# Empower Field at Mile High
Empower Field at Mile High is een American football stadion in Denver. Het stadion opende zijn deuren in 2001. Vaste bespelers zijn de Denver Broncos en de Lacrosse club de Denver Outlaws. Openingswedstrijd was een wedstrijd van de Titans tegen de Atlanta Falcons.
Het stadion stond tot 2011 bekend als het Invesco Field at Mile High.

## CONCACAF Gold Cup
Dit stadion is verschillende keren uitgekozen als gaststadion tijdens een toernooi om de Gold Cup, het voetbaltoernooi voor landenteams van de CONCACAF. Tijdens de Gold Cup van 2013, 2017 en 2019 was dit stadion een van de stadions waar voetbalwedstrijden werden gespeeld.
| 1 | 14 juli 2013 | Panama – Canada       | 0 – 0 | Groepsfase | 30.000 |  |  |
| 2 | 14 juli 2013 | Martinique – Mexico   | 1 – 3 | Groepsfase | 30.000 |  |  |
|   |              |                       |       |            |        |  |  |
| 3 | 13 juli 2017 | El Salvador – Curaçao | 2 – 0 | Groepsfase | 49.121 |  |  |
| 4 | 13 juli 2017 | Mexico – Jamaica      | 0 – 0 | Groepsfase | 49.121 |  |  |
|   |              |                       |       |            |        |  |  |
| 5 | 19 juni 2019 | Cuba – Martinique     | 0 – 3 | Groepsfase | 52.874 |  |  |
| 6 | 19 juni 2019 | Mexico – Canada       | 3 – 1 | Groepsfase | 52.874 |  |  |